# Наутилусы
Наути́лусы, или кораблики (лат. Nautilus), — род головоногих моллюсков. Наравне с Allonautilus это один из двух современных родов подкласса наутилоидей, только два этих рода являются современными головоногими, имеющими наружную камерную раковину. Спиральная раковина диаметром 15—23 см разделена на 35—39 камер, последовательно соединённых длинным сифоном. Моллюск живёт в передней, самой большой камере. Раковина используется как поплавок и балласт. Нагнетая в камеры раковины биогаз, или откачивая его из них, наутилус способен всплывать к поверхности воды или погружаться в её толще.

## Внешнее и внутреннее строение
Тело состоит из головы и туловища. Нога, характерная для всех моллюсков, у них сильно видоизменена. Задняя часть ноги превратилась в воронку — коническую трубку, ведущую в мантийную полость, с помощью которой моллюски плавают. У наутилусов она образуется свёртыванием в трубочку листовидной ноги, имеющей обычно широкую подошву, при этом завёртывающиеся края ноги не срастаются. Наутилусы при помощи ноги либо медленно ползают по дну, либо поднимаются и медленно плавают, переносимые течениями.
Вокруг рта венцом расположены щупальца или руки, которые обладают мощной мускулатурой, однако не имеют присосок. Щупальца головоногих, как и воронка, являются гомологами части ноги. В зародышевом развитии щупальца закладываются на брюшной стороне позади рта из зачатка ноги, но затем перемещаются вперёд и окружают ротовое отверстие. Щупальца и воронка иннервируются от педального ганглия. Щупалец у моллюсков из рода Наутилус — до 90 штук. Они служат для захвата пищи и передвижения.

### Мантия и мантийная полость
Мантия покрывает всё туловище. На спинной стороне она срастается с телом, на брюшной стороне прикрывает обширную мантийную полость. Мантийная полость сообщается с внешней средой при помощи широкой поперечной щели, находящейся между мантией и телом и идущей по переднему краю мантии позади воронки. Стенка мантии очень мускулиста.
Строение мускулистой мантии и воронки представляет собой приспособление, при помощи которого наутилусы и все головоногие плавают, причём двигаются задним концом тела вперёд. Это своеобразный реактивный двигатель. В двух местах на внутренней стенке мантии у основания воронки имеются хрящевые выступы, называемые запонками. Когда мускулатура мантии сокращается и прижимается к телу, передний край мантии при помощи запонок пристегивается к углублениям в основании воронки и щель, ведущая в мантийную полость, замыкается. При этом вода с силой выталкивается из мантийной полости через воронку. Тело животного отбрасывается толчком на некоторое расстояние назад. Затем следует расслабление мышц мантии, запонки отстегиваются и вода всасывается через мантийную щель в мантийную полость. Снова сжимается мантия и тело получает новый толчок. Таким образом, быстро следующие друг за другом попеременно сжатия и растяжения мышц мантии дают возможность произвольного плавания. Этот же механизм создаёт циркуляцию воды в мантийной полости, обеспечивающую дыхание (газообмен). В мантийную полость открываются анальное отверстие, два выделительных отверстия, половые отверстия, отверстия нидаментальных желёз. Также в мантийной полости у наутилусов помещаются осфрадии.

### Раковина

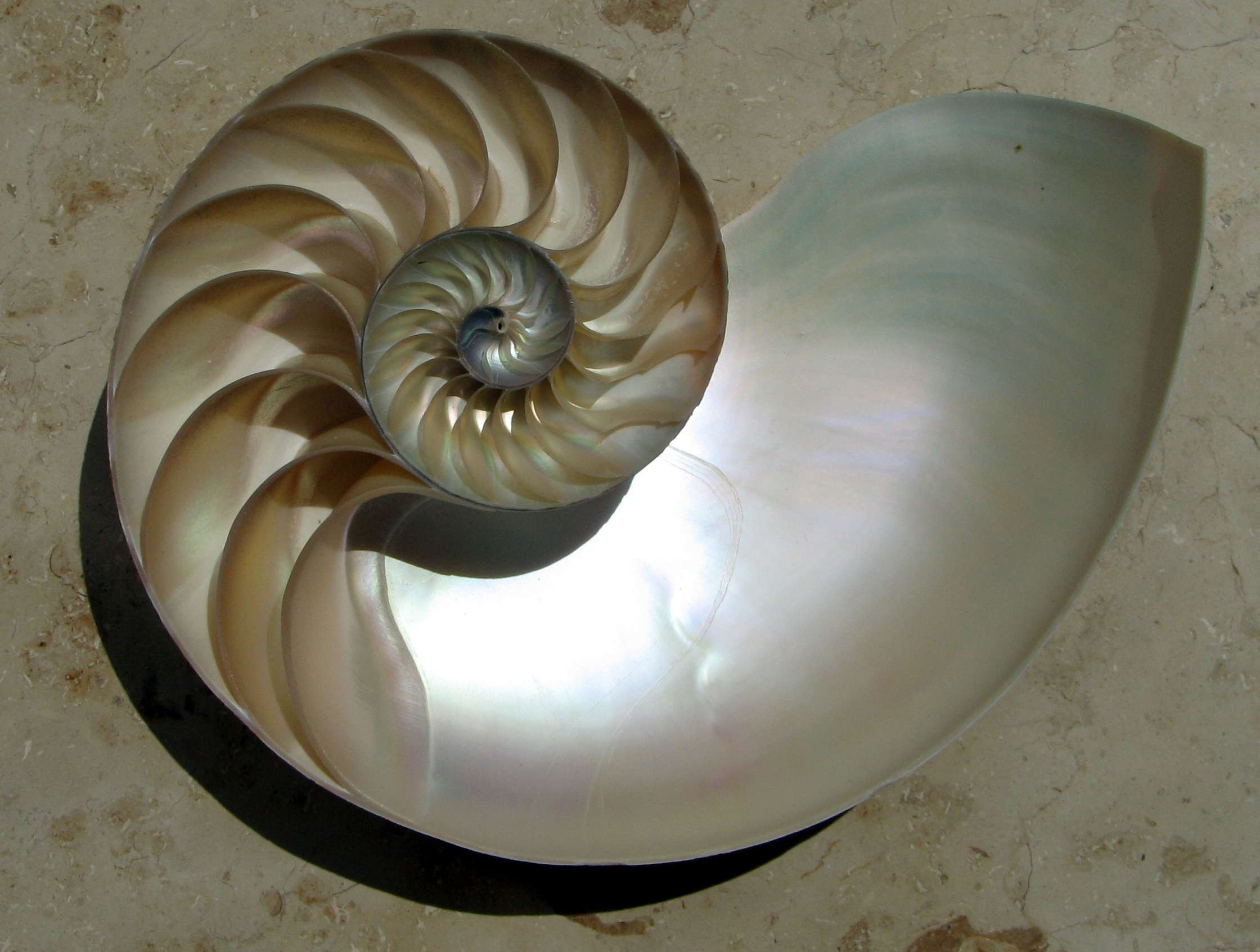
Продольный срез раковины

У наутилусов имеется хорошо развитая тонкая раковина, диаметр которой достигает 26,8 см. Она закручена в одной плоскости и разделена на камеры. В крайней, самой крупной, находится тело животного, а остальные служат для всплывания и погружения на определённые глубины при их частичном наполнении воздухом с повышенным содержанием азота или водой.
Самки меньше самцов: диаметр их раковины около 11—12 см, против 13—14 у самцов. Новорождённый наутилус имеет длину 2,5 см. Половая зрелость у самок наступает примерно в 14 лет, когда их раковина дорастает до 9 см, у самцов на два года позже, размер их раковины достигает к тому времени около 11 см.
Окрас раковины варьирует у разных представителей, чаще всего он тигровый: на белом фоне поперёк расположены коричневые неровные полосы. Обычно верхняя часть более тёмная, чем нижняя; это является маскировкой от хищников: светлая нижняя часть менее заметна на фоне поверхности воды, а тёмная, наоборот, сливается с морским дном. Внутренняя часть раковины перламутровая.
Раковина закручена спирально (в плоскости симметрии); устье находится снизу. От задней части тела наутилуса отходит отросток — сифон. Сифон проходит сквозь все перегородки к вершине раковины. При помощи него камеры раковины наполняются газом, что уменьшает общую плотность животного.

### Пищеварительная система
Рот находится на переднем конце тела и всегда окружён щупальцами. Рот ведёт в мускулистую глотку. Она вооружена мощными роговыми челюстями, похожими на клюв попугая. В задней части глотки расположена радула. В глотку открываются протоки одной или двух пар слюнных желез, секрет (выделяемое вещество) которых содержит пищеварительные ферменты. Глотка переходит в узкий длинный пищевод, открывающийся в мешковидный желудок. Желудок имеет большой слепой придаток, в который открываются протоки обычно двухлопастной печени. От желудка отходит тонкая (энтодермическая) кишка, которая делает петлю, направляясь вперед, и переходит в прямую кишку. Прямая или задняя кишка открывается анальным отверстием или порошицей в мантийной полости.

### Половая система и размножение
Представители вида раздельнополы. Семя самца заключено в сперматофоры. При копуляции самец захватывает сперматофор спадиксом — видоизменённой рукой, аналогичной гектокотилю двужаберных головоногих, — и переносит его в мантийную полость самки.
Яйца имеют толстую оболочку. Самка прикрепляет их к подводным предметам. Нововылупленные представители похожи на взрослых особей, имеют уже сформировавшееся тело.
Соотношение самок и самцов в популяции наутилуса помпилиуса на рифе Оспрей составляло 89,5 % самцов и 10,5 % самок. У других популяций наутилусов соотношение самцов и самок меняется от 94:6 до 60:40 (всегда в пользу самцов). Предполагается, что самцы вступают в турнирные бои за немногочисленных самок. Около 10 % популяции составляет молодь.
Для взрослых особей скорость роста раковины равна 0,061 мм в день, для незрелых особей — 0,068 мм в день.

## Систематика

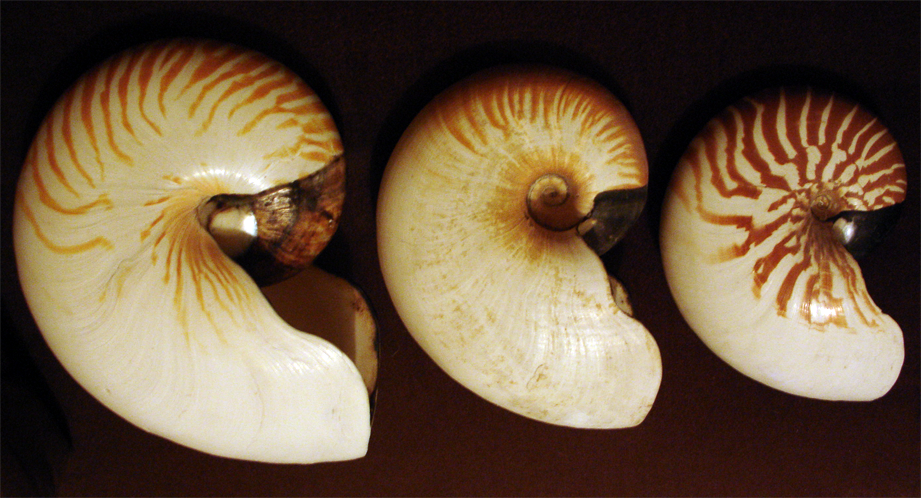
Раковины различных видов: Nautilus macromphalus (слева), Nautilus scrobiculatus (по центру), Nautilus pompilius (справа)

Современные представители рода обитают в западной части Тихого океана, у островов Фиджи, Новая Гвинея, Новые Гебриды, Новая Каледония, Соломоновых и Филиппинских островов. Окончательного мнения относительно количества современных видов нет. Общепризнаны, на 2015 год, четыре вида: Nautilus pompilius, N. stenomphalus, N. belauensis и N. macromphalus. Ранее выделявшийся N. scrobiculatus (синонимичными которому признаны таксоны N. umbilicatus и др.) теперь рассматривается как представитель другого рода Allonautilus scrobiculatus. Также известен ряд форм, являющихся, по всей видимости, разновидностями, гибридами или индивидуальными отклонениями Nautilus pompilius.
- Nautilus belauensis
- † Nautilus cookanum
- Nautilus macromphalus
- Nautilus pompiliustypus
  - Nautilus pompilius pompilius
  - Nautilus pompilius suluensis
- † Nautilus praepompilius
- Nautilus stenomphalus

## Эволюционная история
Наутилус — единственный современный род подкласса наутилоидей, хотя обычно часть его видов выделяют в род Allonautilus. Этот подкласс появился в кембрии и в течение палеозоя был очень разнообразным.
Древнейшие известные представители рода Nautilus — это N. praepompilius Shimansky, 1957 из верхнего эоцена или нижнего олигоцена Казахстана и N. cookanum Whitfield, 1892 из верхнего эоцена США. N. pompilius известен начиная с нижнего плейстоцена. Ископаемые раковины этих моллюсков встречаются редко. Последний общий предок современных видов существовал, судя по анализу их ядерной и митохондриальной ДНК, всего несколько миллионов лет назад.

## Необходимость регуляции вылова
Необычные и красивые раковины наутилусов используются как экзотические элементы интерьера и являются предметами коллекционирования, что стимулирует вылов этих моллюсков. Однако темпы обновления популяций очень низкие, что связано с поздней половозрелостью особей, и низкой плодовитостью, что делает этих реликтовых животных очень уязвимыми в условиях бесконтрольного вылова и может привести к сокращению и даже полному уничтожению известных популяций.

## Наутилусы и человек
Из раковин наутилуса помпилиуса изготовлено множество красивых предметов, находящихся в кунсткамерах эпохи Возрождения. Часто ювелиры делают из них экстравагантные чаши на тонких ножках, предназначенные в основном для украшения, а не для использования.

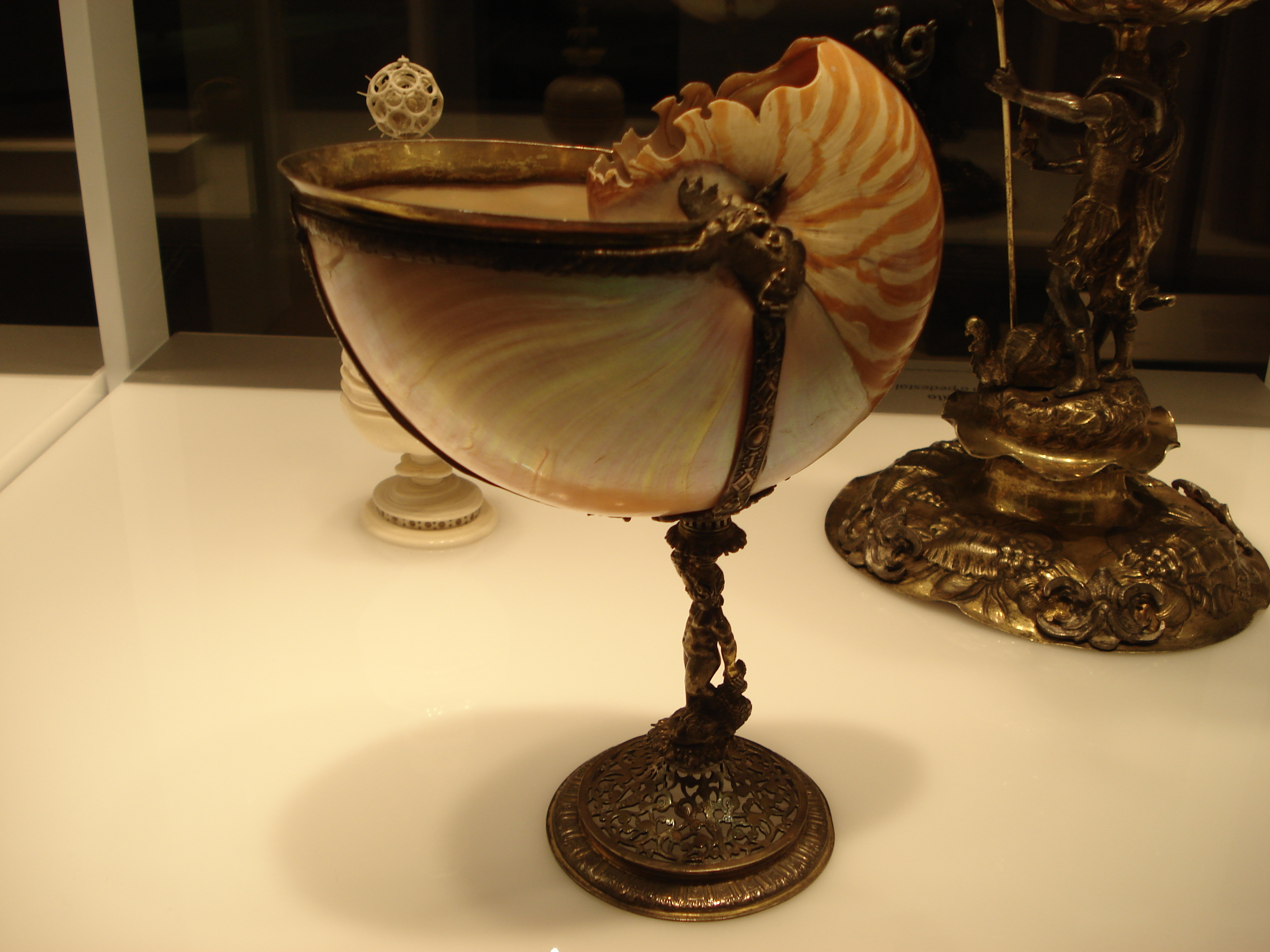
Чаша XIX века, изготовленная из раковины наутилуса помпилиуса

«Наутилус» — вымышленный подводный корабль капитана Немо из фантастических произведений Жюля Верна «20 000 льё под водой» и «Таинственный остров».

«Chambered Nautilus» (распространённое в английском языке название данного вида) — название стихотворения Оливера Уэнделла Холмса, в котором автор восхищается «жемчужным кораблём» (англ.  ship of pearl). Он находит в таинственной жизни и смерти наутилуса помпилиуса сильное вдохновение для собственной жизни и своего духовного роста. Он приходит к выводу:
Build thee more stately mansions, O my soul,
As the swift seasons roll!
Leave thy low-vaulted past!
Let each new temple, nobler than the last,
Shut thee from heaven with a dome more vast,
Till thou at length art free,
Leaving thine outgrown shell by life's unresting sea!
Популярная советская и российская рок-группа Nautilus Pompilius названа в честь одного из видов из данного рода моллюсков.
Американский композитор и комментатор Димс Тейлор в 1916 году написал кантату под названием Nautilus Chambered.